# Portal otvorenih podataka Republike Hrvatske
Portal otvorenih podataka Republike Hrvatske, web portal otvorenih podataka u državnom vlasništvu Republike Hrvatske. Predstavlja podatkovni čvor koji služi za prikupljanje, kategorizaciju i distribuciju otvorenih podataka javnog sektora.
Cilj je poboljšati širenje javnih i otvorenih podataka putem jedinstvenog i središnjeg mjesta te omogućiti izradu inovativnih nekomercijalnih i komercijalnih aplikacija koji bi te podatke koristile. Također se želi potaknuti intenzivnija suradnja s privatnim sektorom, poglavito u području informacijskih tehnologija te potaknuti poboljšanje elektroničkih javnih usluga kao i povećati transparentnost javne uprave.
Portal predstavlja svojevrsni katalog metapodataka (podataka koji pobliže opisuju skupove podataka) te pomoću njega korisnici putem pretrage lakše trebaju doći do željenog javnog podatka, odnosno informacije.
Tehnički se Portal otvorenih podataka Republike Hrvatske zasniva se na kombinaciji dvaju sustava, od kojih su oba otvorenog koda. Riječ je o Drupalu, koji predstavlja 'ljusku' odnosno daje formu za upravljanje sadržajem te CKAN-u koji pak služi za upravljanje samim podatcima i metapodatcima.